# Lyperomyia calopus
Lyperomyia calopus är en tvåvingeart som beskrevs av Frey 1927. Lyperomyia calopus ingår i släktet Lyperomyia och familjen lövflugor. Inga underarter finns listade i Catalogue of Life.